# Glaciar de Finsteraar
O glaciar do Finsteraar (em alemão:  Finsteraargletscher) encontra-se  nos Alpes berneses no cantão de Berna, na Suíça.
Nasce a 3286 m para descer o vale do glaciar do Unteraar.